# Hanns Löhr (Komponist)

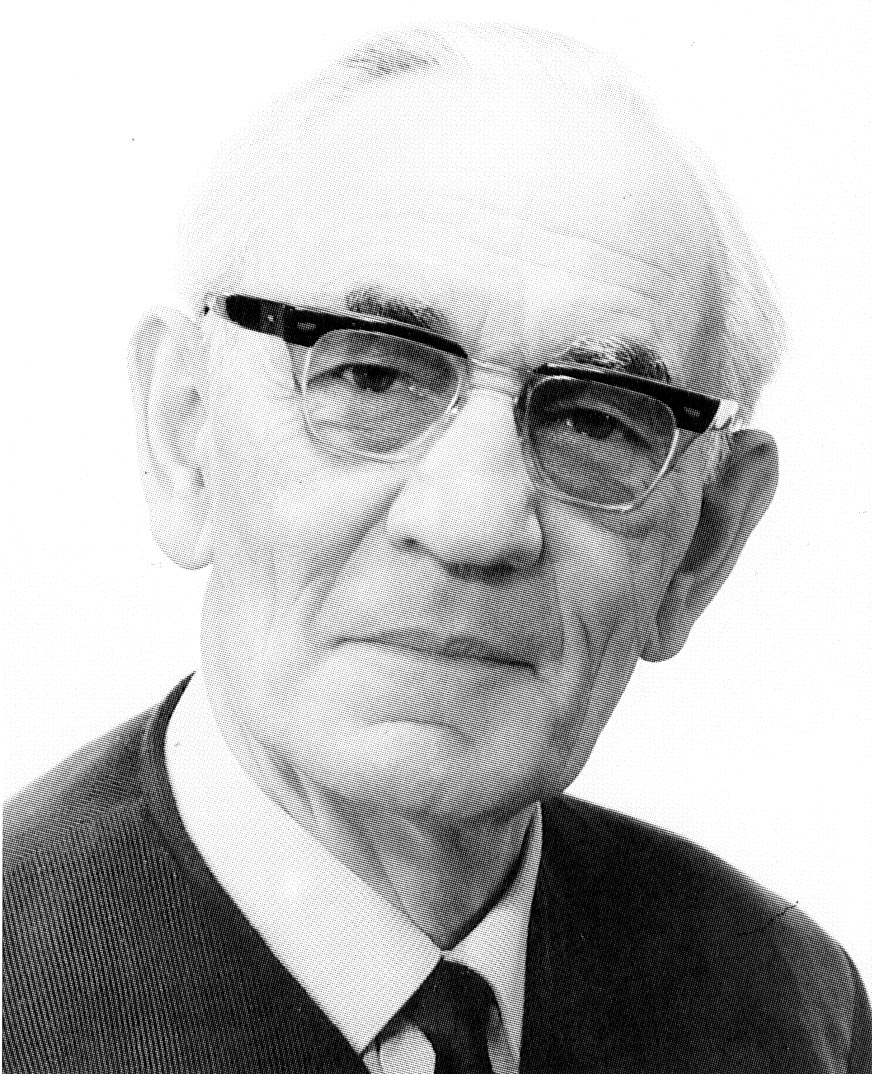
Hanns Löhr (1957)

Hanns Löhr (laut Geburtsurkunde Johann Karl August Löhr; * 28. Mai 1892 in Braunschweig; † 8. März 1982 ebenda) war ein deutscher Komponist der Unterhaltungsmusik. Zu Löhrs umfangreichem Werk gehören zahlreiche Walzer, Ouvertüren, Intermezzi, Serenaden, Lieder, Humoresken, Polkas und Märsche sowie einige Konzerte für Soloinstrumente.

## Leben und Werk
Hanns Löhr wuchs als Erstgeborener des Schriftsetzers August Löhr und seiner Frau Sophie (geb. Meyer) bereits in einem musikalischen Umfeld auf. Der Vater spielte Geige und verfügte über eine gute Singstimme. Regelmäßig trat er mit Freunden in verschiedenen Lokalitäten der Stadt auf. Seine Kinder übernahmen seine ausgeprägte Musikalität. Hanns’ Bruder August wurde Organist und Komponist, Schwester Grete Opernsängerin und die Schwestern Else und Irmgard waren gute Pianistinnen. Hanns lernte das Geigen- und Klavierspiel von seinem strengen und bisweilen despotischen Vater. Er zeigte jedoch bald auch ein gewisses Talent zum Zeichnen.
Weil das Geld für das Konservatorium fehlte, wurde Hanns Löhr in die Malerlehre gegeben, mit dem Ziel einer Ausbildung als Dekorationsmaler. Mit Unterstützung seiner Mutter und durch erfolgreiches Vorspielen bekam er eine Stelle in einer Musikschule. Er erhielt gute Zeugnisse und wurde von seinem Vater nun intensiver gefördert.

### Musikschaffen
1929 trat der inzwischen mit Emmy Mewes verheiratete Löhr mit ersten Kompositionen an die Öffentlichkeit. Der selbst ernannte „Jazzteufel“ (deutsche Aussprache!) erntete gute Kritiken und einigen Erfolg beim Publikum. Doch die Kompositionen im Jazzstil sollten nur eine Auseinandersetzung mit dem Zeitgeist bleiben. Sein eigentliches Terrain war stets die konzertante Unterhaltungsmusik.
1932 erschien beim Musikverlag Henry Litolff der Walzer „Königskinder“. In der Introduktion führt Löhr das alte Volkslied in schlichter Harmonik ein, dessen anrührende Spannung vom anschließenden Hauptthema aufgenommen, quasi umgespielt wird. Der Musikschriftsteller Arthur von Gizycki-Arkadjew schrieb im „Artist“: „Es ist dies eine Arbeit, in der sich die so tonschön reichblühende Phantasie Hanns Löhr voll und ganz ausleben konnte. Weiche, poesievolle Geschmeidigkeit, üppige Kraft und stürmendes Temperament, brillierende technische Figurationen und zu allem eine formschöne Architektonik“.
Im selben Verlag erschien bald darauf der „Sinfonische Walzer“, dem in der Zeitschrift „Die Unterhaltungsmusik“ eine ausführliche Werkanalyse gewidmet wurde. Ermutigt durch die gute Kritik und die sofortige Aufnahme in die Konzert- und Rundfunkprogramme – auch erste Schallplatten erschienen –, setzte Löhr gleich noch einmal zu einem großen Walzer an und schrieb sein wohl erfolgreichstes Werk, den Konzertwalzer „Im schönen Tal der Isar“, erschienen im Heinrichshofen-Verlag. Es hat immer wieder erstaunt, dass der Norddeutsche Hanns Löhr ein so von bayrischer Folklore durchwebtes Werk schreiben konnte. Löhr weilte jedoch gern und oft in Bayern, wo ihn mit einer Familie in Aschau eine herzliche Freundschaft verband.
Mit dem „Isartal“ war Löhr endgültig der Durchbruch gelungen. Von nun an widmete er sich ganz dem Komponieren. Außerdem trat er bis in die 1960er Jahre hinein in der Öffentlichkeit gelegentlich als Dirigent in Erscheinung.
Während des Krieges weilte Löhr mit Frau, Tochter Waltraut und der 1940 geborenen Enkelin weiter in seinem Haus in der Südstadt von Braunschweig. Als der Luftkrieg einsetzte, brachte er die Familie nach Braunlage, harrte aber selbst im Haus aus, das durch glückliche Umstände unversehrt blieb.
Hanns Löhr liebte es und war zudem äußerst geübt darin, Karikaturen von Wilhelm Busch nachzuzeichnen und zu rezitieren. Während des Krieges vertonte Löhr auch einige Wilhelm-Busch-Gedichte, vorwiegend aus der „Kritik des Herzens“ (Uraufführung 1943).
Löhr stand 1944 in der Gottbegnadeten-Liste des Reichsministeriums für Volksaufklärung und Propaganda.

### Nachkriegszeit
In der Nachkriegszeit konnte Löhr an seine Erfolge anknüpfen; als erste Komposition erschien 1948 die Suite für Klavier, Solo „Kinderzeit“. Nahezu alle Sendeanstalten der damaligen Bundesrepublik spielten seine bekanntesten Werke. Löhr war zu dieser Zeit ein gefragter Mann und viel auf Reisen. Nur seine zeitlebens schwache Konstitution setzte ihm dann und wann, und im Alter zunehmend, Grenzen.
Das letzte Werkverzeichnis nennt über 100 Titel, die Arbeiten für Chöre, Mundharmonika-Spielgruppen und Akkordeon-Orchester nicht eingeschlossen.